# Gamla studenthuset
Gamla studenthuset (finska: Vanha ylioppilastalo) är en byggnad i Gloet (finska: Kluuvi)  i Helsingfors, i hörnet av Alexandersgatan 23 och Mannerheimvägen 3. Det ritades av arkitekten Hampus Dalström och färdigställdes 1870. Byggnadsstilen är nyrenässans. Huset utnyttjas inte längre som studenthus. I byggnaden finns flera festsalar, konferensrum och mötesrum, som hyrs ut för olika evenemang. I byggnaden bedrivs också restaurang- och kaféverksamhet. Gamla studenthuset är ett av Studentkåren vid Helsingfors universitets (HUS) kårhus i Helsingfors.

## Historik
Beslutet av bygga ett eget hus för studentkåren vid Helsingfors universitet, tidigare Kejserliga Alexanders Universitetet i Finland, fattades år 1859. Arkitekten Hampus Axel Dahlström fick uppdraget att rita byggnaden, utan att någon tävling utlystes. De slutliga ritningarna godkändes i mars 1869 av kejsaren Alexander II av Ryssland. Den officiella invigningsceremonin ägde rum den 26 mars 1870. Byggnaden var dock inte helt färdigställd. 
Frisen kom på plats år 1878. Den beställdes från den finlandssvenske skulptören Walter Runeberg i Rom och göts i Finland av skulptören Carl Emil Edvard Lenngren. Inskriptionen som flankerar frisen lyder SPEI SUAE - PATRIA DEDIT (svenska: Av fosterlandet till dess framtidshopp). 
Med tiden upplevdes studenthuset för trångt och inte tillräckligt ändamålsenligt. Ett nytt studenthus, Nya studenthuset (finska: Uusi ylioppilastalo) byggdes på grannfastigheten, Mannerheimvägen 5, och togs i bruk år 1910.
Viss ombyggnation av Gamla studenthuset genomfördes år 1911. År 1938 fördes diskussioner om att riva huset, för att i stället bygga ett modernt kontorshus. År 1959 fattades ett beslut om en omfattande renovering av huset, som man först övervägt att riva. Projektet slutfördes år 1961. Fasaderna renoverades 1999.
Ockupationen av Gamla studenthuset 25-26 november 1968, vilken var en del av studentrevolten i Finland, betraktas som en viktig händelse i husets historia.

## Ett urval lokalgäster
Tre körer och en symfoniorkester har återkommande sina repetitioner i Gamla studenthuset:
- Akademiska Sångföreningen
- YL Male Voice Choir
- Helsinki University Symphony Orchestra
- Akademiska Damkören Lyran

## Bildgalleri

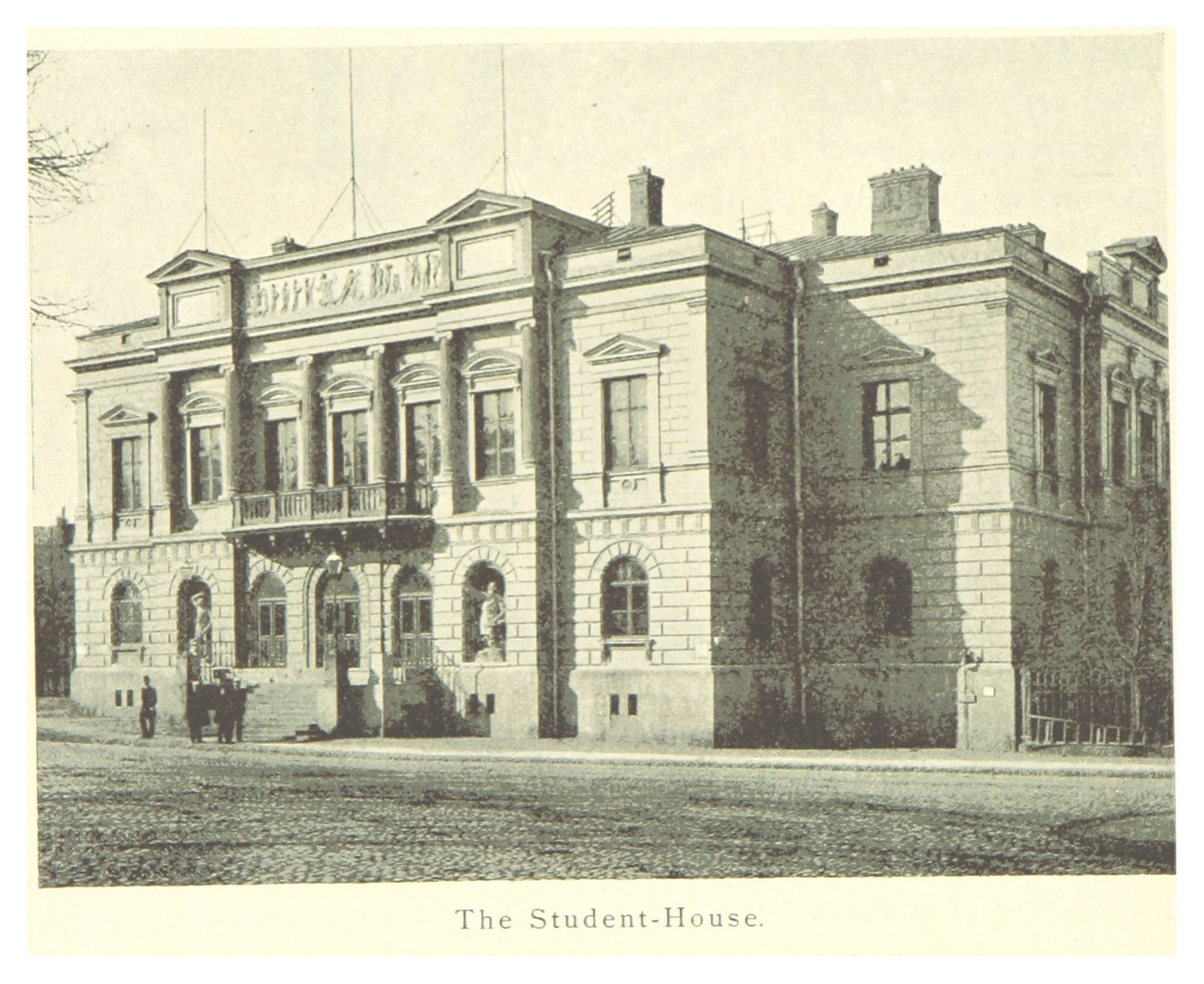
Gamla studenthuset, 1894
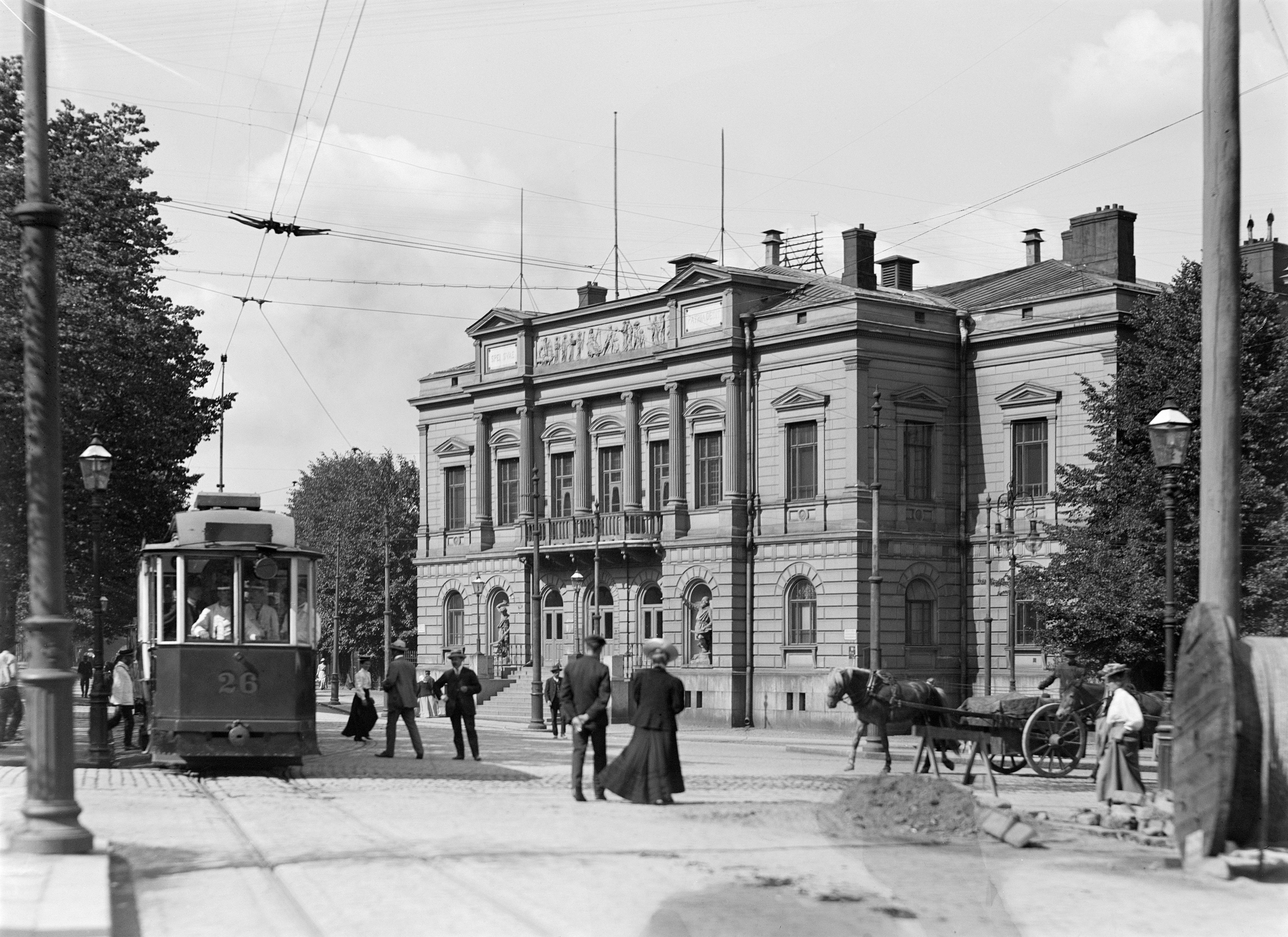
Gamla studentuset, 1908
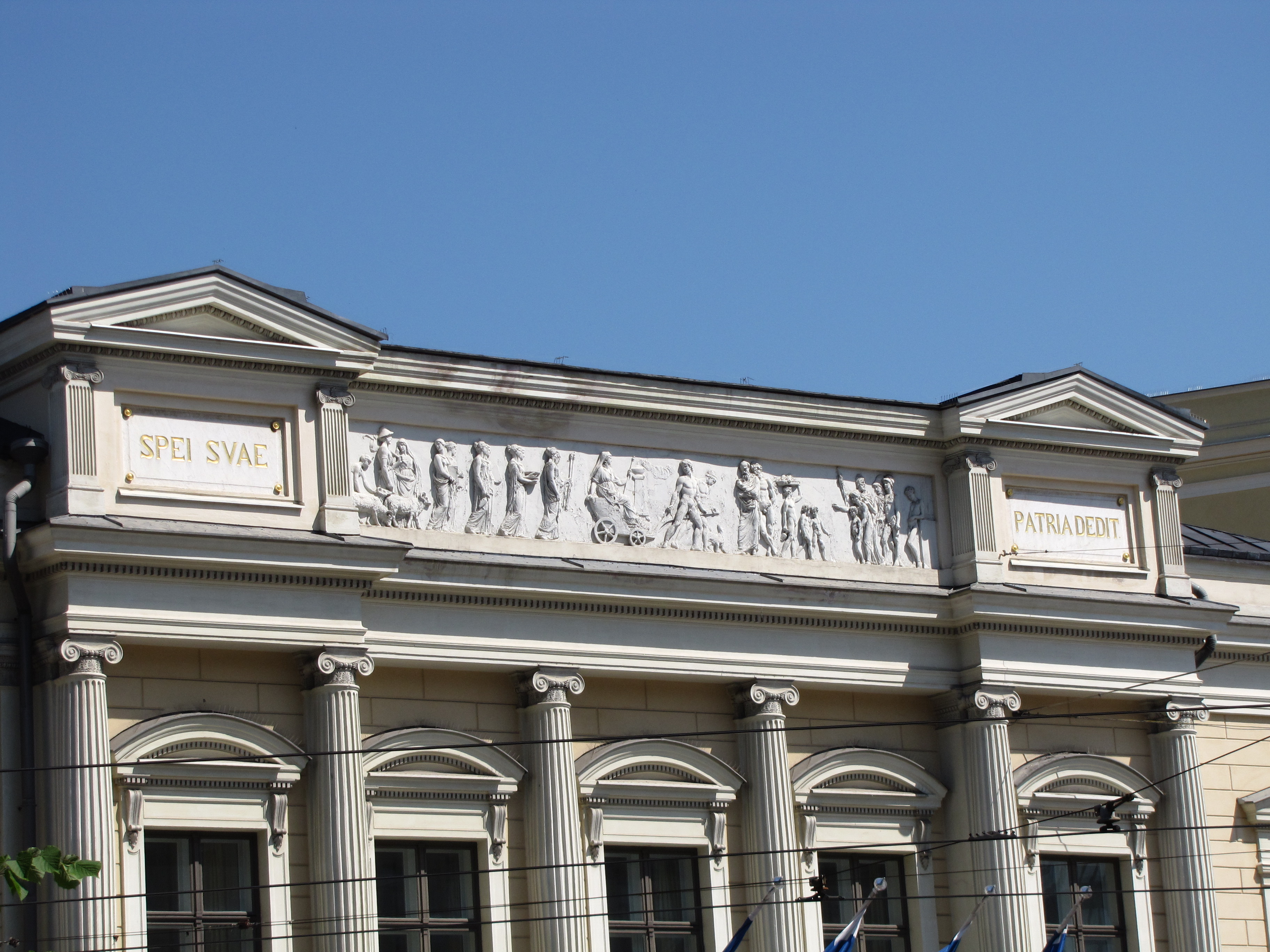
Spei suae patria dedit och Kleobis ja Biton av Walter Runeberg